# George F. Smoot
George Fitzgerald Smoot III (ur. 20 stycznia 1945 w Yukon na Florydzie) – amerykański astrofizyk i kosmolog, profesor Uniwersytetu Kalifornijskiego w Berkeley. W 2006, wspólnie z Johnem Matherem, został uhonorowany Nagrodą Nobla w dziedzinie fizyki za „odkrycie zgodności mikrofalowego promieniowania tła z modelem ciała doskonale czarnego i obserwację anizotropii tegoż promieniowania”. Do prac swojego zespołu wykorzystywał dane zebrane przez satelitę COBE, dzięki któremu udało się potwierdzić teorię Wielkiego Wybuchu.

## Życiorys
Studiował w Massachusetts Institute of Technology, gdzie w 1966 uzyskał tytuł magistra matematyki i fizyki, a w 1970 doktorat z dziedziny fizyki cząstek elementarnych. W późniejszym czasie zainteresował się kosmologią. Pracował w Lawrence Berkeley National Laboratory, gdzie wspólnie z Luisem Alvarezem, przeprowadził serię eksperymentów HAPPE, w czasie których używano balonu stratosferycznego do wykrywania cząsteczek antymaterii w górnych warstwach atmosfery, których występowanie postulowała kosmologiczna teoria stanu stacjonarnego. Laureat Medalu Oersteda za nauczanie fizyki (2009).